# جيمس تي ريتشاردسون
جيمس تي ريتشاردسون (بالإنجليزية: James T. Richardson)‏ هو عالم اجتماع وأستاذ جامعي أمريكي، ولد في 1941.